# Bae Myung-hwan
Bae Myung-hwan (ur. 12 stycznia 1978) – południowokoreański zapaśnik w stylu klasycznym. Zajął 25. miejsce na mistrzostwach świata w 2002. Zdobył brązowy na mistrzostwach Azji w 2006 roku. Szósty w Pucharze Świata w 2006 roku.